# تجربة الضغط
تجارب الضغط هي تجارب تُجرى عند ضغوط أقل أو أعلى من الضغط الجوي، تسمى تجارب الضغط المنخفض وتجارب الضغط العالي ، على التوالي. تجربة الضغط ضرورية لأن المواد تتصرف بشكل مختلف عند ضغوط مختلفة، على سبيل المثال ، يغلي الماء عند درجة حرارة منخفضة عند ضغوط منخفضة. تعتمد المعدات المستخدمة في تجارب الضغط على زيادة الضغط أو تقليله ومقداره. تُستخدم مضخة التفريغ لإزالة الهواء من وعاء التفريغ لإجراء تجارب الضغط المنخفض. يمكن إنشاء ضغوط عالية باستخدام جهاز أسطوانة المكبس تصل إلى 5 جيجا باسكال (50000 بار) و ~ 2000 درجة مئوية. يتم إزاحة المكبس بالمكونات الهيدروليكية، مما يؤدي إلى تقليل الحجم داخل الأسطوانة المحصورة وزيادة الضغط. بالنسبة للضغوط الأعلى ، حتى 25 جيجا باسكال ، يتم استخدام خلية متعددة السندان وللضغوط الأعلى خلية سندان الألماسي. تُستخدم خلية سندان الألماسي لتكوين ضغوط عالية للغاية ، تصل إلى مليون ضغط جوي (101 جيجا باسكال) ، على الرغم من مساحة صغيرة فقط. السجل الحالي هو 560 جيجا باسكال ، لكن حجم العينة يقتصر على عشرات الميكرومترات (10−5 متر).